# Teleosauroidea
Super-famille
Les Teleosauroidea (Téléosauroïdes en français) sont une super-famille éteinte de crocodylomorphes thalattosuchiens aquatiques ayant vécu du Jurassique inférieur, jusqu'au Crétacé inférieur. Leurs fossiles ont été retrouvés en Europe, en Afrique et en Asie dans des sédiments déposés principalement en milieux marins peu profonds, lagunaires, voire terrestres.

## Description

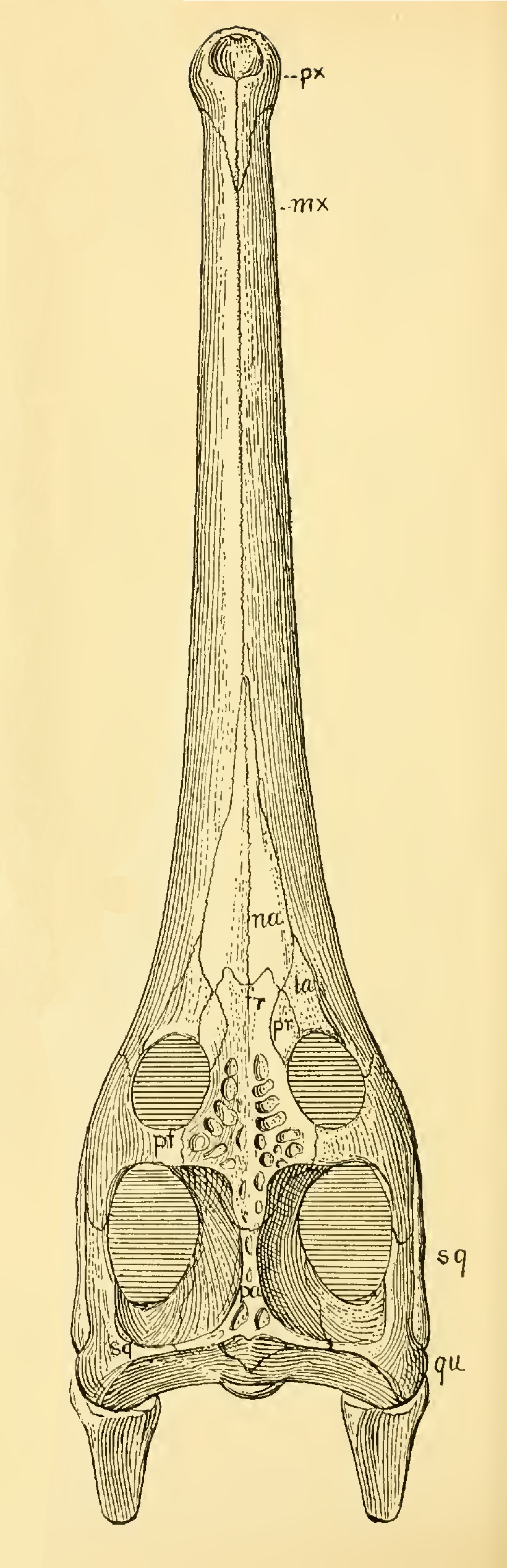
Dessin du crâne de Teleosaurus (The Osteology of the Reptiles, Samuel Wendell Williston, 1925).

Leur taille varie généralement entre 2 et 5 m. En 2016, une nouvelle espèce de Machimosaurus, M. rex, découverte en Tunisie a été estimée par ses inventeurs à 9,60 m de long, en s'appuyant sur la longueur du crâne qui mesure 1,55 m. Cette estimation a été remise en cause par le spécialiste Mark T. Young et ses collègues qui rappellent que les crânes de téléosauroïdes sont proportionnellement très longs et conduisent souvent à une surestimation de la longueur totale de l'animal. Ils révisent ainsi à 7 m la longueur de Machimosaurus rex, ainsi que celle de Machimosaurus hugii, ce qui en fait tout de même les plus grands téléosauroïdes. 
Les Teleosauroidea sont des animaux avec un crâne massif possédant deux grandes fenêtres supratemporales et un museau allongé et muni de dents ornées de côtes longitudinales sur toute sa longueur. Ce sont des prédateurs spécialisés avec des degrés de spécialisation qui varient d'un genre à l'autre, voire selon les espèces. Ils se plaçaient souvent en embuscade pour attaquer une variété de proies (invertébrés marins, poissons et tortues marines).

### Liste des genres

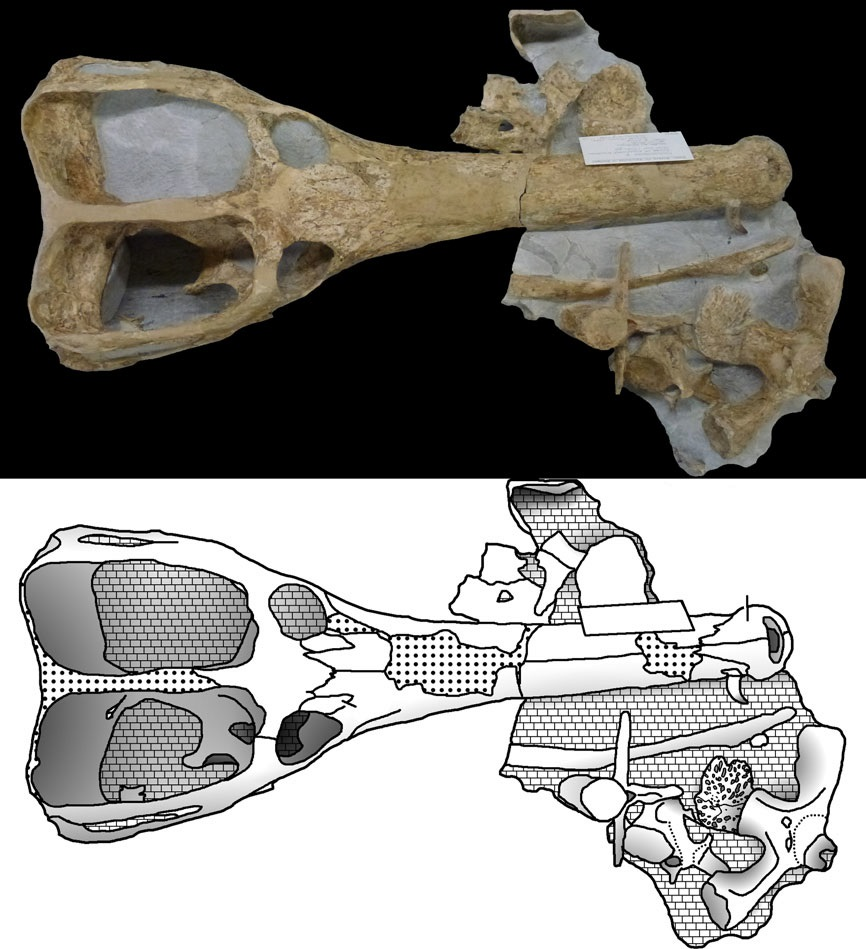
Crâne de Machimosaurus buffetauti
M. T. Young, 2014 (Kimméridgien).

L'analyse phylogénétique conduite par Attila Ősi et ses collègues en 2018, place les genres suivants au sein des Teleosauroidea :
- † Teleosaurus[7]
- † Steneosaurus
- † Machimosaurus[5],[8]
- † Peipehsuchus
- † Platysuchus